# Schmargendorf (Berlino)

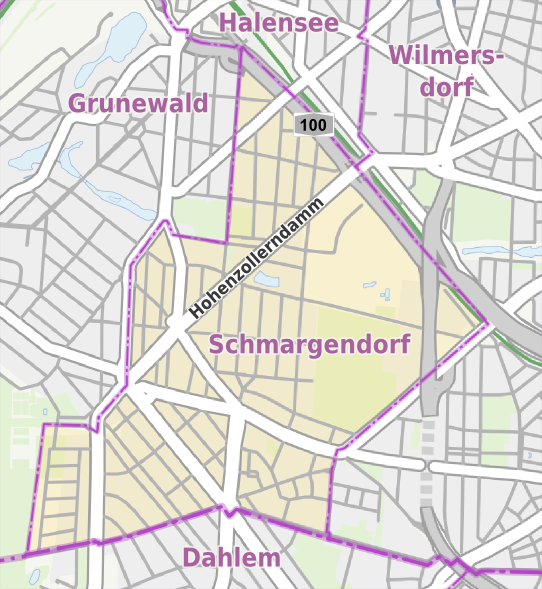
Mappa del quartiere

Schmargendorf è un quartiere di Berlino, appartenente al distretto di Charlottenburg-Wilmersdorf.

## Storia
Già comune autonomo, venne annessa nel 1920 alla "Grande Berlino", venendo assegnata al distretto di Wilmersdorf.